# ガンベラ
ガンベラ（アムハラ語: ጋምቤላ）はエチオピアの町である。ガンベラ州の州都である。

## 地理
町はバロ川沿いにある。

## 歴史
1902年5月15日、当時のエチオピア帝国皇帝メネリク2世がイギリスにバロ川沿いの河川港の使用を許可した。1907年に河川港と税関がガンベラに設立された。

## 住民
- アヌアク族
- オロモ人
- ヌエル族

## 交通

### 空港
- ガンベラ空港（英語版）